# Renée Cossin
Renée Cossin, née à Amiens le 8 mars 1914 et morte à Birkenau le 29 avril 1943, est une militante communiste française engagée dans la Résistance au cours de la Seconde Guerre mondiale.

## Biographie

### Origines
Rénée Cossin, née Raquet, est issue d'un milieu modeste. Son père, pompier de Paris étant mort pendant la Première Guerre mondiale, sa mère restée veuve travailla dans la confection pour subvenir aux besoins de sa famille. Renée Raquet obtint son certificat d'études primaires et se maria à l'âge de seize ans avec un employé de la ville d'Amiens du nom de Cossin. Son conjoint ayant été fait prisonnier par les Allemands au cours de la Bataille de France de 1940, et bien que mère de deux enfants, militante communiste elle s'engagea dans la Résistance.

### Engagement dans la Résistance
Dès septembre 1940, elle participa à la reconstitution clandestine du Parti communiste français et ses premières missions consistèrent à établir des liaisons entre la zone interdite et la zone occupée. Elle fut ensuite chargée de la propagande et mit sur pied les comités féminins à Amiens qui adressèrent des pétitions aux autorités d'occupation pour obtenir l'adresse des prisonniers de guerre, la possibilité de leur envoyer des colis et du courrier. Elles distribuèrent aussi des tracts et de la presse clandestine Renée Cossin mit également sur pied cinq imprimeries clandestines.
Le 11 novembre 1941, elle déposa, devant le monument aux morts d'Amiens, une gerbe de fleurs à la mémoire de Jean Catelas, député d'Amiens, condamné à mort par les sections spéciales de Vichy et guillotiné à la prison de la santé à Paris, en septembre 1941. Recherchée par la police, laissant ses deux enfants à la garde de sa mère, elle se réfugia dans le département du Nord et continua la lutte clandestine sous le pseudonyme d'Andrée. Elle fut à l'origine de l'attaque, par des ménagères du Pas-de-Calais, d'un train de denrées alimentaires destiné à l'Allemagne.

### Arrestation et déportation
Le 13 juillet 1942 en mission à Paris, elle fut prise dans une souricière et arrêtée par les Brigades spéciales. Internée à la prison de Fresnes puis au Fort de Romainville, le 20 décembre 1942. Elle fut déportée vers Auschwitz le 24 janvier 1943 par le convoi des 31 000 parti de Compiègne avec Danielle Casanova et Charlotte Delbo. Arrivée le 27 janvier, enregistrée sous le numéro matricule 31 830, elle mourut au Revier de Birkenau de la dysenterie, le 29 avril 1943.

## Hommages posthumes

### Décoration
- Médaille de la Résistance française (décret du 29 novembre 1958)[5]

### Odonymie
- Une rue d'Amiens, dans le quartier de La Neuville porte son nom.